# Aeroportul Izhevsk
Aeroportul Izhevsk (IATA: IJK, ICAO: USII) este un aeroport din Ijevsk, Udmurtia, Rusia ce deservește zona Ijevsk. Aeroportul a fost tranzitat în 2021 de 544.751 de pasageri. A fost deschis în 1974 și numit după zona deservită.
Situat la o altitudine de 162 m, aeroportul dispune de o singură pistă. Este operat de Izhavia⁠(d).